# 乳井英夫

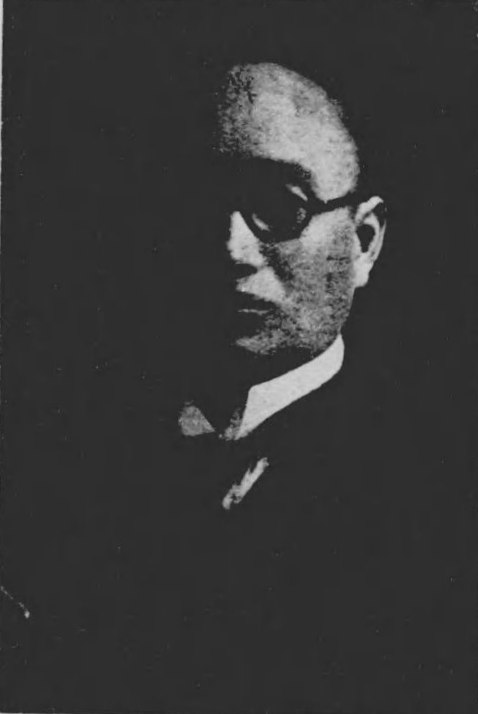
乳井英夫

乳井 英夫（にゅうい ひでお、1886年（明治19年）8月10日 - 1977年（昭和52年））は、大正から昭和時代前期の政治家。青森県弘前市長。

## 経歴・人物
青森県弘前市出身。1906年（明治39年）3月、青森県立弘前中学校（現・青森県立弘前高等学校）を卒業後、南津軽郡注目小学校の教員となる。1912年（明治45年）6月、官界に転じ、青森県属となり、ついで福島県書記、栃木県属、栃木県警部、秘書課長、地方事務官学務部教育課長、知事官房主事を経て、1929年（昭和4年）7月に休職。
1931年（昭和6年）9月に弘前市助役に就任。翌年1月に辞任後、宇都宮市主事、社会課長、職業紹介所長、水道課長などを経て、1936年（昭和11年）2月に再度弘前市助役に就任した。さらに2年後の1938年（昭和13年）3月24日、弘前市長に就任した。1期で退任後、1957年（昭和32年）から2年間、市常勤監査委員を務めた。